# 陳慧琪
陳慧琪（英語：Vicky CHAN Wai Kei，1981年3月19日—），香港滑浪風帆運動員。自2000年開始出任全職運動員，曾於香港傑出運動員選舉當選「香港傑出新秀運動員」（2001年）及「香港傑出運動員」（2009年）。
丈夫何智豪同樣是滑浪風帆香港代表，妹妹陳慧文在投身警界前亦曾是滑浪風帆運動員（曾當選2002年香港傑出運動員選舉「傑出青少年運動員」）。
陳慧琪在2006年多哈亞運的女子滑浪風帆米氏板中得到一面銀牌。2008年，北京奧運滑浪風帆女子RS:X組，獲得第9名成績。2010年11月，她再度代表中國香港參加2010年亞洲運動會，取得女子RS:X銀牌。
陳慧琪早年在赤柱馬坑村木屋區成長，在1987年畢業於聖德蘭幼稚園，繼而入讀及畢業於聖德蘭學校，後就讀位於跑馬地的聖保祿中學。她一邊接受訓練，一邊兼顧學業，更考入港大讀土木工程學系。
陳慧琪2012年誕下一對孖女後，2013年再戰香港體育節滑浪風帆賽事奪冠後，為了一對寶貝女決定光榮引退。

## 主要成績
- 2004年 世界大學生錦標賽 冠軍
- 2005年 德國帆船賽 冠軍
- 2006年 亞洲帆船錦標賽 冠軍
- 2006年 青島國際帆船賽 亞軍
- 2006年 多哈亞運女子IMCO板組 銀牌
- 2007年 亞洲滑浪風帆錦標賽女子RS:X 亞軍
- 2008年 北京奧運女子RS:X組 第9名
- 2010年 廣州亞運女子RS:X銀牌

## 榮譽
- 香港特區政府嘉獎

行政長官社區服務獎狀（2007年）
- 香港傑出運動員選舉

「香港傑出新秀運動員」（2001年）
「香港傑出運動員」（2009年）

## 外部連結
- 香港奧委會運動員資料：陳慧琪